# 朱莉·莱泰
朱莉·莱泰（英語：Julie Letai，2000年6月23日—），美国女子短道速滑运动员，2023年四大洲短道速滑锦标赛女子3000米接力铜牌得主、2024年四大洲短道速滑锦标赛混合2000米接力银牌得主、2024年世界短道速滑锦标赛女子3000米接力银牌得主。